# 大口信賢
大口 信賢（おおぐち のぶかた、生没年不詳）は、江戸時代前期の武士。別名・黒部信賢。大口氏系黒部氏の始祖。本姓は藤原。

## 人物
信賢は、織田信雄の家臣大口清古の五男に生まれる。母は野々村直氏の姉。初め大口利右衛門を名乗り、後に大口市郎右衛門と改名する。父の清古が阿波徳島藩に仕えると、信賢も同じく徳島藩に仕え、御廣間での小姓役を勤めた。
寛永14年10月25日（1637年12月11日）、肥前国で島原・天草一揆が起きると、兄の大口清秀と共に江戸幕府から派遣された松平信綱の軍に従軍して武功を上げた。その後は信綱のもとで仕官し、黒部市郎右衛門と改名した。甥の大口成房を養子に迎え、役人となって知行200石を領した。

## 氏族
大口氏は、藤原秀郷の末裔とされ、伊勢国大口郷（現在の三重県松阪市大口町付近）に本拠を置く土豪となった。つまり本姓は藤原であるため、正式な姓名は藤原信賢である。また、父の清古は大河内姓を名乗ったが、北畠家庶流の大河内氏や摂津源氏流大河内氏の一族ではない。

## 系譜
- 祖父：大口式部清定
- 父：大口茂右衛門清古
- 母：野々村直氏姉
  - 養子：大口茂兵衛成房（大口茂右衛門清秀五男、後改黒部茂兵衛）